# Diocesi di Tisedi
La diocesi di Tisedi (in latino Dioecesis Tiseditana) è una sede soppressa e sede titolare della Chiesa cattolica.

## Storia
Tisedi, nei pressi di Aziz-Ben-Tellis nell'odierna Algeria, è un'antica sede episcopale della provincia romana di Numidia.
Sono tre i vescovi conosciuti di questa diocesi africana. Secondo la testimonianza  di sant'Ottato di Milevi, il vescovo Donato ebbe molto a soffrire a causa dei donatisti e fu privato della sua sede attorno al 362 dal vescovo donatista Felice di Idicra. Alla conferenza di Cartagine del 411, che vide riuniti assieme i vescovi cattolici e donatisti dell'Africa romana, presero parte il cattolico Lampadio e il donatista Donato. Lampadio è probabilmente da identificare con l'omonimo vescovo che partecipò al concilio antipelagiano celebrato a Milevi nel 416 e che sottoscrisse la lettera sinodale ma senza indicazione della sede di appartenenza.
I tre vescovi che Mesnage, Jaubert e Mandouze attribuiscono a questa sede, apparterrebbero, secondo Morcelli, alla diocesi di Tiddi.
Dal 1933 Tisedi è annoverata tra le sedi vescovili titolari della Chiesa cattolica; dal 9 febbraio 2017 il vescovo titolare è Horst Eberlein, vescovo ausiliare di Amburgo.

## Cronotassi

### Vescovi
- Donato I † (menzionato nel 362)
- Lampadio † (prima del 411 - dopo il 416 ?)
  - Donato II † (menzionato nel 411) (vescovo donatista)

### Vescovi titolari
- Joseph Kilasara, C.S.Sp. † (3 novembre 1966 - 21 novembre 1978 deceduto)
- Jorge Ardila Serrano † (27 ottobre 1980 - 21 maggio 1988 nominato vescovo di Girardot)
- Luis Gutiérrez Martín, C.M.F. † (15 settembre 1988 - 12 maggio 1995 nominato vescovo di Segovia)
- Neil E. Willard † (27 giugno 1995 - 25 marzo 1998 deceduto)
- Gerhard Feige (19 luglio 1999 - 23 febbraio 2005 nominato vescovo di Magdeburgo)
- Marian Rojek (21 dicembre 2005 - 30 giugno 2012 nominato vescovo di Zamość-Lubaczów)
- Gustavo Alejandro Montini (14 febbraio 2014 - 16 dicembre 2016 nominato vescovo di Santo Tomé)
- Horst Eberlein, dal 9 febbraio 2017